# Jumjum jezik
Jumjum jezik (ISO 639-3: jum; berin, olga, wadega), nilsko-saharski jezik uže nilotske skupine, kojim govori oko 25 000 ljudi (1987) iz ratarsko-stočarskog plemena Jumjum na zapadu istočnosudanskih provincija Gornji Nil (A'ali an-Nil) i Plavi Nil (An Nil al Azraq).
Jumjum uz još deset jezika pripada luo skupini maban; piše se latinicom.

## Vanjske poveznice
- Ethnologue (14th)
- Ethnologue (15th)